# Alicia Agut
Alicia Agut (Barcelona, 7 de setembre de 1929 - Madrid, 7 d'abril de 2017) va ser una actriu catalana.
Va debutar als escenaris sota la direcció de José Tamayo amb la Compañía Festivales de España i va treballar amb Adolfo Marsillach, Miguel Narros, José Carlos Plaza o José Luis Gómez, entre d'altres.
Entre les seves aparicions en el cinema espanyol es troben produccions com Amantes, La flor de mi secreto i El bosque animado. En televisió va integrar el repartiment de sèries d'èxit com ara Anillos de oro, Hospital central i Pelotas.

## Teatre
- 1950. La vida es sueño, de Pedro Calderón de la Barca. Estrenada al teatre Calderón de Barcelona.
- 1953. El jardín de Falerina, de Pedro Calderón de la Barca. Estrenada al pati de l'antic Hospital de la Santa Creu de Barcelona.
- 1954. Julieta o la clave de los sueños, de Georges Neveux. Estrenada al teatre CAPSA de Barcelona.
- 1957. Los triunfos del amor, de Marivaux. Estrenada en un espai de l'antic Hospital de la Santa Creu de Barcelona.
- 1961. Misterio en el círculo rojo, d'Antonio Samons. Estrenada al teatre Panam's de Barcelona.
- 1963. La alegría de vivir, d'Alfonso Paso. Estrenada al teatre Candilejas de Barcelona.

## Filmografia seleccionada

### Cinema
- ¿Pena de muerte?, de Josep Maria Forn
- El bosque animado, de José Luis Cuerda
- El Lute, de Vicente Aranda
- Amantes, de Vicente Aranda
- La flor de mi secreto, de Pedro Almodóvar
- Tierra, de Julio Medem

### Televisió
- Ficciones
- Lecciones de tocador
- La forja de un rebelde
- Anillos de oro
- Manolito Gafotas
- El Comisario
- Hospital Central
- Pelotas (2009), de José Corbacho i Juan Cruz